# Soudní proces s vlasovci
Soudní proces s vlasovci byl trestní proces vedený před Vojenským kolegiem Nejvyššího soudu SSSR proti velitelům ROA bojujících na straně Třetí říše. Jednání vojenského soudu probíhalo ve dnech 30. až 31. července 1946 v Moskvě. Vojáci ROA získali název vlasovci podle generála Vlasova.

## Pozadí

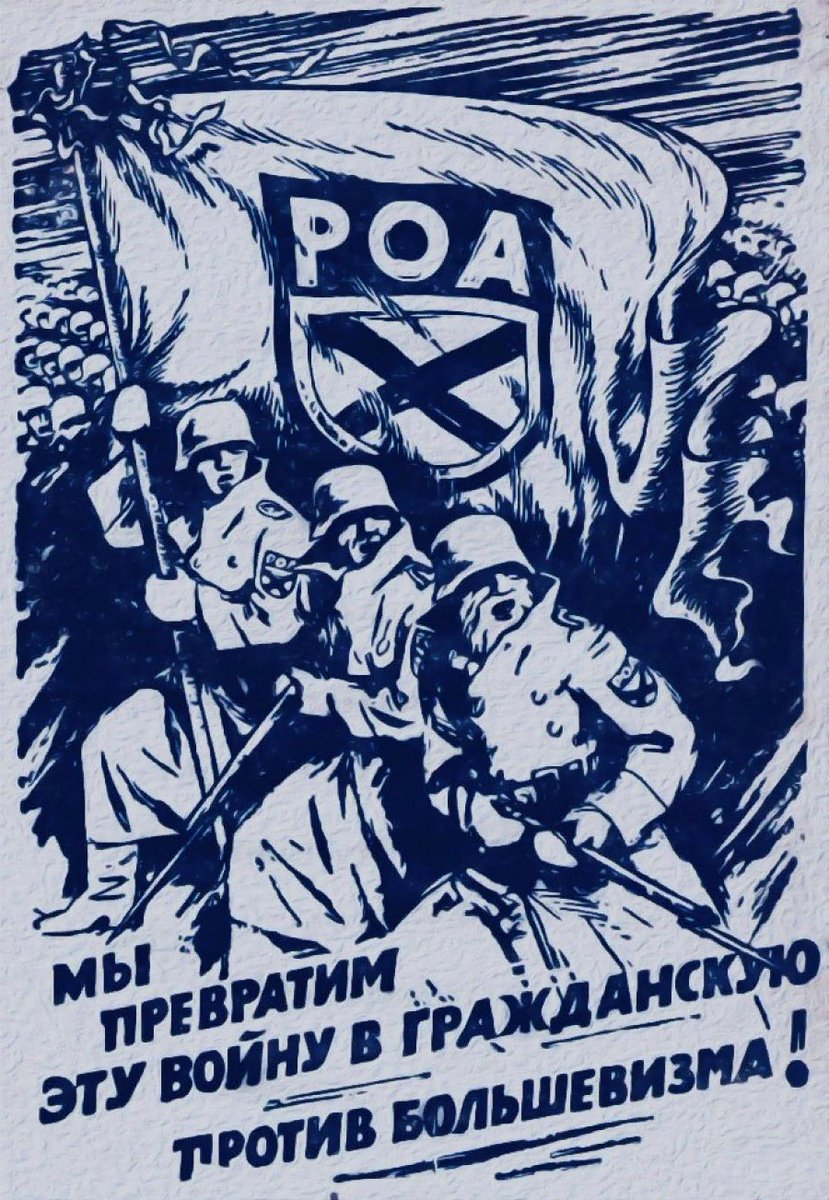
Leták ROA (1943)

Po napadení SSSR se velké množství sovětských občanů, emigrantů a dalších zúčastnilo boje proti SSSR v řadách německých vojenských jednotek. Jednou z nejvýznamnějších sil bojujících proti SSSR byla skupina důstojníků kolem generála Vlasova. Jejich politickou proklamací bylo Smolenské provolání a kolem nich se začala formovat Ruská osvobozenecká armáda (ROA). 
Jako reprezentant nového nesovětského Ruska byl na ustavujícím zasedání konaném 14. listopadu 1944 v Praze utvořen tzv. KONR. Politickým programem byl Pražský manifest, který vyslovil nové zásady pro budování nestalinského ruského státu. KONR byl Němci zamýšlen jako vrcholný orgán zastupující národy SSSR spolupracující s Třetí říší. Byly zformovány dvě divize ROA, které se do bojů druhé světové války již významněji nezapojily. Na konci války tyto útvary pod vedením generála Buňačenka vstoupily na straně povstalců do bojů o Prahu v průběhu Pražského povstání proti německým silám.
Podle Jaltské dohody spojenců v protihitlerovské koalici převzaly smluvní strany povinnost vrátit vysídlené osoby do zemí jejich občanství. Dne 11. února 1945 byly uzavřeny bilaterální sovětsko-americké a sovětsko-britské dohody o vzájemné repatriaci sovětských, amerických a britských občanů. Podobná dohoda s Francií byla podepsána 26. června 1945. Na základě těchto dohod byli vlasovci vydáni k potrestání do SSSR. Generál Vlasov požádal o politický azyl ve Švýcarsku, ale byl mu zamítnut. Podle jiných zdrojů se dobrovolně rozhodl sdílet osud se svými vojáky. Žilenkov s Malyškinem byli do SSSR vydáni až v roce 1946.

Všichni velitelé ROA byli předáni sovětským úřadům, které s nimi uspořádaly proces v Moskvě. Ostatní vojáci byli potrestáni bez řádného soudu, žádná subjektivní stránka trestných činů nebyla hledána. Vojáci 1. divize ROA nacházející se v lesích okolo Lnářů byli 12. května 1945 vydáni americkými jednotkami do rukou sovětského velení. Zajatci byli roztříděni na důstojníky, poddůstojníky a řadové vojáky. Večer 12. května 1945 přijel sovětský generál a oznámil rozsudek – důstojníci budou zastřeleni, ostatní budou potrestáni 25 lety nucených prací. Popravy byly vykonány na místě. Dá se předpokládat, že s ostatními zajatými vlasovci bylo zacházeno podle stejného klíče. Řadoví příslušníci ROA tak zmizeli v pracovních táborech GULAG.
| „                                       | I obyčejní vlasovci zmizeli někam beze stop, nejspíš do země, a zbývající dodnes ještě nemají dokumenty, aby mohli odjet ze severských pustin. | “ |
| — Alexandr Solženicyn, Souostroví Gulag | |   |

## Přípravné řízení
Přípravné řízení prováděla SMĚRŠ. Vyšetřování vlasovců vedli:
- Viktor Abakumov – náčelník SMĚRŠ. Ministr státní bezpečnosti, který byl 19. prosince 1954 zastřelen pro vlastizradu.
- Alexandr Leonov – generálmajor a vedoucí vyšetřovací jednotky pro zvláště závažné případy. Byl zastřelen společně s Abakumovem.
- Vladimir Komarov – plukovník a vyšetřovatel. Byl zastřelen společně s Abakumovem.
- Konstantin Sokolov – podplukovník a vyšetřovaltel. Propuštěn ze státních bezpečnostních složek v r. 1954.[4]

Hlavní osobou vyšetřování byl generál Vlasov. První výslech vedl šéf kontrarozvědky Abakumov. Vlasov byl umístěn do cely jako tajný vězeň číslo 31. Byl podroben vyšetřovací metodě zvané dopravní pás, což znamená, že vězeň byl téměř nepřetržitě vyslýchán vyšetřovateli, kteří se střídali. Vlasov byl nepřetržitě vyslýchán od 16. do 25. května 1945 s přestávkami na spánek a jídlo. Po deseti dnech Vlasov přiznal vinu ve všech bodech.
Dne 20. května 1945 začal v 11:00 výslech generálmajora Sergeje Buňačenka a skončil v 16:00. Zpráva o jeho výslechu zabrala dvě a půl strany.
Dne 22. června 1945 byl generálmajor Dmitrij Zakutnyj vyslýchán sedm hodin, protokol má deset ručně psaných stran.
V noci na 24. srpna 1945 byl generálmajor Fjodor Truchin vyslýchán hodinu a půl, ale neúplná stránka protokolu obsahuje pouze jedenáct vět napsaných na stroji s dvojitým řádkováním. 8. října 1945 byl Truchin pět hodin vyslýchán. Z tohoto vyšetřování zbylo dvanáct ručně psaných stran. V některých protokolech nebyla doba výslechu uvedena vůbec.
Pomoc vlasovců při Pražském povstání se vyšetřovatelům nehodila, a proto o nich v protokolech není ani zmínka.

## Vojenské kolégium Nejvyššího soudu SSSR
Soud, před kterým byl případ projednáván, bylo Vojenské kolégium Nejvyššího soudu SSSR. Tento posuzoval trestní případy mimořádné důležitosti ve vztahu k nejvyššímu velení armády a námořnictva (velitel sboru a výše), dále osob obviněných ze zrady a kontrarevoluční činnosti. Odvolání proti jeho rozsudkům se v praxi neprovádělo s ohledem na utajení projednávaných případů. Předsedou vojenského soudu v době konání procesu v roce 1946 byl generálplukovník vojenské justice Vasilij Vasilijevič Ulrich, který soudil také v případu Tuchačevského a dalších známých procesů na konci třicátých let 20. století. Soudil později také v procesu s krasnovci. Další členové kolégia byli příslušníci vojenské justice generálmajor F. F. Karavajkov a plukovník G. N. Danilov.

## Obžaloba
Před soudem stanulo celkem 12 lidí. V sovětských novinách byli obžalovaní označeni za agenty německé rozvědky, kteří prováděli aktivní špionáž, sabotáž a teroristické aktivity proti Sovětskému svazu. Obžaloba se skládala z následujících bodů:
1. Terorismus – páchání teroristických činů namířených proti představitelům sovětské vlády nebo vůdcům revolučních a dělnických stran, rolnických organizací a účast na provádění teroristických činů, a to i osobami, které nepatří ke kontrarevolučním organizacím (článek 58-8 Trestního zákoníku RSFSR).
2. Diverze – zničení nebo poškození v kontrarevolučním úmyslu výbuchem, žhářstvím nebo jiným způsobem železnice nebo jiné dopravní trasy, komunikačních spojů, vodovodů, veřejných skladů a jiných staveb nebo státního a veřejného majetku (článek 58-9 trestního zákoníku RSFSR).
3. Protisovětská agitace a propaganda – propaganda nebo agitace obsahující výzvu ke svržení, podkopání nebo oslabení sovětské moci, jakož i rozšiřování, zhotovování nebo přechovávání literatury téhož obsahu (článek 58-10 trestního zákoníku RSFSR).[pozn. 3]
4. Zrada (vojenská) – zradou je jakákoliv činnost zaměřená na svržení, podkopání nebo oslabení moci dělnických a rolnických sovětů (rad) zvolených na základě ústavy SSSR či svazových republik nebo podkopávání či vnější oslabení SSSR. V písmeni b bylo stanoveno, že tyto zločiny spáchané vojenským personálem se trestají zastřelením (článek 58-1b trestního zákoníku RSFSR).
5. Organizovaná skupina – jakákoli organizační činnost zaměřená na přípravu nebo spáchání trestných činů uvedených v §58 Trestního zákoníku RSFSR, jakož i účast v organizaci vytvořené za účelem přípravy nebo spáchání některého z trestných činů uvedených v této kapitole (článek 58-11 trestního zákoníku RSFSR).

Obžalovaní byli dále také souzeni podle článku 1 Výnosu Prezídia Nejvyššího sovětu z 19. dubna 1943, O výměře trestů pro německo-fašistické zločince vinné z vražd, mučení sovětského civilního obyvatelstva a zajatých rudoarmějců, pro špióny, zrádce vlasti z řad sovětských občanů a pro jejich pomocníky (rusky О мерах наказания для немецко-фашистских злодеев, виновных в убийствах и истязаниях советского гражданского населения и пленных красноармейцев, для шпионов, изменников родины из числа советских граждан и для их пособников).
Klíčovým obviněním bylo, že obžalovaní jako vojáci Rudé armády porušili vojenskou přísahu, zradili socialistickou vlast a v různých dobách přešli dobrovolně na stranu nacistických jednotek.
| „                                                                                             | Находясь на стороне противника, все подсудимые, во главе с Власовым, по заданию руководителей немецко-фашистского правительства, на протяжении 1941—1943 гг. проводили широкую изменническую деятельность, направленную на вооруженную борьбу против Советского Союза, а в 1944 году ВЛАСОВ, ЖИЛЕНКОВ, ТРУХИН, МАЛЫШКИН, ЗАКУТНЫЙ, МЕАНДРОВ, БУНЯЧЕНКО и др. вошли в созданный Гиммлером т. н. «комитет освобождения народов России» и по заданию германской разведки создали из числа бывших белогвардейцев, уголовников, националистов и прочих антисоветских элементов вооруженные отряды, наименовав их «русской освободительной армией» (РОА); организовали шпионаж и диверсии в тылу советских войск, убийства офицеров и солдат Красной Армии, а также подготавливали террористические акты против руководителей ВКП(б) и Советского Правительства. Подсудимый Власов и его сообщники, при помощи немцев, своей окончательной целью ставили свержение Советского Правительства, ликвидацию социалистического строя и организацию на территории Советского Союза фашистского государства. Для проведения своей преступной деятельности ВЛАСОВ и все его соучастники необходимые им материальные средства и вооружение получали от немецкого командования, а всей их практической деятельностью руководил Гиммлер и его помощники. | Na straně protivníka se všichni obžalování v čele s Vlasovem nacházeli na příkaz vůdců německé fašistické vlády v letech 1941 – 1943. Prováděli rozsáhlou vlastizrádnou činnost zaměřenou na ozbrojený boj proti Sovětskému svazu a v roce 1944 se VLASOV, ŽILENKOV, TRUCHIN, MALYŠKIN, ZAKUTNYJ, MEANDROV, BUŇAČENKO a další připojili k tzv. „Výboru pro osvobození národů Ruska" a na pokyn německé rozvědky vytvořili ozbrojené jednotky z řad bývalých bělogvardějců, zločinců, nacionalistů a dalších protisovětských živlů, kterou nazvali Ruská osvobozenecká armáda; organizovali špionáž a diverze v týlu sovětských vojsk, vraždy důstojníků a vojáků Rudé armády a také připravovali teroristické akce proti vůdčím osobnostem VKS(b) a sovětské vlády. Obžalovaný Vlasov a jeho komplicové s pomocí Němců měli za konečný cíl svržení sovětské vlády, likvidaci socialistického systému a ustavení fašistického státu na území Sovětského svazu. K výkonu své trestné činnosti dostal VLASOV a všichni jeho spolupracovníci od německého velení potřebné materiální prostředky a zbraně a veškerou jejich praktickou činnost řídil Himmler a jeho pomocníci. | “ |
| — Rozsudek v případě generála A. A. Vlasova a jeho spoluviníků, Rozsudek nad vlasovci (rusky) | | |   |

Obhajoba obžalovaných byla založena na tom, že se snažili zachránit si život z německého zajetí. Blagověščenskij svůj vstup do ROA zdůvodňoval před vyšetřovateli SMĚRŠ tím, že do ní vstoupil sice bez přímého pokynu sovětských úřadů, ale s cílem podkopávat KONR zevnitř. U generála Vlasova byla obhajoba založena na tom, že se snažil zachránit životy sovětských občanů, zejména ostarbeiterů. SSSR neuznával konvenci o zacházení s válečnými zajatci, proto obecně se sovětskými vojáky v zajetí bylo nakládáno velmi tvrdě. Podmínky ilustruje níže uvedená citace.
| „                                       | ...že jsem si v oflagu 68 ...rukama a víčkem esšálku vyhrabal jámu v podobě zvonu (nahoře užší), abych nemusel přezimovat na otevřeném poli, a hladem zdivočelý zajatec se ke mně umírajícímu připlazil, aby se zahryzl do mého ještě nevychladlého masa pod loktem...pronikala mi do zmírajícího mozku jasná myšlenka: že Sovětské Rusko se zřeklo svých umírajících dětí. Kdo nehladověl jako naši váleční zajatci, ... kdo nevyvařoval staré podrážky, ten sotva pochopí, jakou neodolatelně vábnou se stává jakákoliv výzva, jakýkoliv argument, za kterým stojí za vraty tábora kouřící polní kuchyně... | “ |
| — Alexandr Solženicyn, Souostroví Gulag | |   |

Vedení SSSR původně plánovalo vést proces jako veřejný v Říjnovém sále Domu odborů, ale nakonec převážilo stanovisko, že je nežádoucí, aby obžalování vyjádřili své protisovětské názory před sovětskými diváky. Podle zdůvodnění se tyto názory mohly shodovat s náladami určité části obyvatelstva nespokojeného se sovětskou vládou. Proto 26. dubna 1946 se Viktor Abakumov a předseda soudu Vasilij Vasilijevič Ulrich obrátili na Stalina se žádostí, aby byl případ zrádců veden v neveřejném procesu bez účasti stran. Žádosti bylo vyhověno. Lze vyloučit spekulace, že důvodem neveřejnosti byla chatrná důkazní situace sovětské obžaloby, protože činnost obžalovaných byla dobře zdokumentována samotnými obžalovanými v tisku, letácích, brožurách nebo prohlášeních. 
Před soudem probíhal výslech obžalovaných, kde přiznávali své viny.
| „                                                     | Ульрих: Имели ли вы попытку попасть на прием к Гитлеру? Власов: Да, я пытался, чтобы Гитлер принял меня, но через Штрик-фельдта я узнал, что Гитлер не желает видеть меня потому, что он ненавидит русских, и что он поручил принять меня Гиммлеру. Ульрих: Бывали ли вы у Геббельса и какую получили конкретно от него помощь? Власов: Да, у Геббельса я был, и он обещал оказать мне самую широкую помощь, а именно передать в мое распоряжение типографию, обещал отпускать деньги и все необходимое для ведения пропагандистской работы. Ульрих: Листовки за вашей подписью фактически были продиктованы и исходили от немцев, не так ли? Где же здесь представители русского народа, от имени которого издавались эти листовки? Власов: До 1944 года немцы делали все только сами, а нас использовали лишь как выгодную для них вывеску. Даже в 1943 году немцы не разрешали нам писать русских слов в этих листовках. Наше участие, вернее, наша инициатива во всех этих делах, даже в 1945 году, едва ли превышала 5 процентов. | Ulrich: Zkusil jste si domluvit jednání s Hitlerem? Vlasov: Ano, snažil jsem se přimět Hitlera, aby mě přijal, ale prostřednictvím Strickfeldta jsem se dozvěděl, že Hitler mě nechtěl vidět, protože nenáviděl Rusy, a že nařídil Himmlerovi, aby mě přijal. Ulrich: Navštívil jste Goebbelse a jaké konkrétní pomoci se vám od něj dostalo? Vlasov: Ano, navštívil jsem Goebbelse a on mi slíbil, že mi poskytne nejširší možnou pomoc, totiž předání tiskárny do mé dispozice, slíbil, že poskytne peníze a vše potřebné pro vedení propagandistické práce. Ulrich: Letáky, které jste podepsal, byly nadiktované a pocházely od Němců, že ano? Kde jsou zástupci ruského lidu, jejichž jménem byly tyto letáky zveřejněny? Vlasov: Do roku 1944 si Němci dělali všechno sami a nás používali jen jako vývěsní štít, který jim byl prospěšný. Ještě v roce 1943 nám Němci nedovolili psát ruská slova do těchto letáků. Naše účast, respektive iniciativa ve všech těchto věcech i v roce 1945 sotva přesáhla 5 procent. | “ |
| — Soudní protokol, výslech Vlasova, 30. července 1946 | | |   |

## Rozsudek
Plánovaný rozsudek smrti pro všechny obžalované schválilo politbyro Ústředního výboru VSK(b) dne 23. července 1946. Vlastní proces se konal ve dnech 30. až 31. července 1946 v Moskvě. Vyhlášení verdiktu předcházela sedmihodinová porada členů senátu a v noci 1. srpna 1946 byl oznámen rozsudek. Samotné znění rozsudku bylo označeno jako přísně tajné (rusky Совершенно секретно). V procesu byli všichni obžalovaní shledáni vinnými ve všech bodech obžaloby, odsouzeni k trestu smrti oběšením, zbaveni vojenských hodností a byl jim zabaven veškerý majetek. Dne 1. srpna 1946 byl rozsudek vykonán. Těla popravených byla zpopelněna v krematoriu NKVD a jejich popel byl vysypán do příkopu Donského kláštera, kam byl v sovětských dobách sypán popel osob popravených jako nepřátelé lidu.  
Popravy oběšením v SSSR byly vykonávány od roku 1943 do roku 1947. Tento způsob usmrcení odsouzeného zavedl Výnos Prezídia Nejvyššího sovětu z 19. dubna 1943 ve svém prvním článku. Byl používán především na válečné zločince zejména tam, kde byl záměr popravu ukázat davu.
Žádost o rehabilitaci odsouzených podal jeromonach Nikon v roce 2001. Jeho žádost byla odůvodněna tím, že odsouzení nebyli zrádci vlasti, ale pouze odpůrci bolševismu, ateismu a totalitního stalinského režimu, který si nevážil lidského života. Vojenské kolegium Nejvyššího soudu Ruské federace odmítlo 1. listopadu 2001 rehabilitovat A. A. Vlasova a ostatní obžalované. Pouze byl zrušen rozsudek podle části 2 článku 58-10 trestního zákoníku RSFSR (protisovětská agitace a propaganda). Zbytek byl ponechán beze změn. V SSSR i současném Rusku jsou příslušníci Vlasovovy armády stále považováni za zločince a slovo vlasovec se užívá jako synonymum pro nebezpečného a podlého zrádce.
| Odsouzený | Odsouzený                       | Odsouzený          | Výroková část rozsudku | Rozsudek                                                   |
| --------- | ------------------------------- | ------------------ | --- | ---------------------------------------------------------- |
|           | Andrej Andrejevič Vlasov        | generálporučík ROA | Kvůli svým protisovětským náladám zradil svou vlast a přešel na stranu nacistických vojsk, vyzradil Němcům tajné informace o plánech sovětského velení a také pomlouvačně charakterizoval sovětskou vládu a stav týlu Sovětského svazu. Brzy nato dal VLASOV souhlas německému velení k vedení jednotek tzv. „ruské armády", vyjádřil přání vstoupit do budoucí „ruské vlády“ a projednal s odpovědnými představiteli německého ministerstva zahraničních věcí otázky rozdrobení Sovětského svazu. V prosinci 1942 vytvořil VLASOV spolu s dalšími zrádci vlasti na příkaz německého vojenského velení a německé rozvědky tzv. „Ruský výbor“, jehož cílem bylo svržení sovětského státního zřízení a nastolení fašistického režimu v SSSR. V čele tohoto „výboru“ VLASOV rekrutoval stejně smýšlející lidi z řad nepřátelských elementů, vydával protisovětské letáky pro vojáky Rudé armády a obyvatelstvo SSSR, cestoval do táborů, kde byli drženi sovětští váleční zajatci, a na okupované území SSSR a vyzýval občany SSSR, aby zahájili ozbrojený boj proti sovětské vládě a Rudé armádě. Koncem roku 1944 VLASOV na příkaz německé rozvědky a osobně Himmlera sjednotil bělogvardějské organizace existující na území Německa a spolu se svými nejbližšími komplici, zrádci TRUCHINEM, MALYŠKINEM, ŽILENKOVEM A ZÁKUTNÝM stál v čele KONR. S cílem uchvátit s pomocí Němců moc v SSSR VLASOV pod vedením fašistů zformoval z řad bělogvardějců, zločinců a zrádců vlasti tzv. „Ruskou osvobozeneckou armádu“, organizoval špionáž a diverze v týlu sovětských vojsk a připravoval teroristické akce proti představitelům sovětské vlády. VLASOV, vedoucí náborové práce mezi sovětskými válečnými zajatci do tzv. ROA, schvaloval osobně rozsudky smrti nad jednotlivci podezřelými z antifašistické činnosti. Poté, co byl Hitlerovým rozkazem jmenován do funkce vrchního velitele tzv. „ROA“, vyslal vojenské jednotky, které vytvořil, na frontu k vojenským operacím proti sovětským jednotkám. V roce 1944 navázal VLASOV, kromě s Himmlerem, osobní styky zločinné povahy s Göringem, Goebbelsem a Ribbentropem, vedl s nimi jednání a společně plánoval opatření k posílení aktivit namířených proti SSSR. Po porážce a kapitulaci nacistického Německa se Vlasov a jeho komplicové pokusili o útěk do oblasti obsazené americkými jednotkami, aby pokračovali v boji proti Sovětskému svazu, ale byli zajati jednotkami Rudé armády. | Vinen ve všech bodech obžaloby a dne 1. srpna 1946 oběšen. |
|           | Georgij Žilenkov                | generálporučík ROA | ŽILENKOV jako člen vojenské rady 32. armády v říjnu 1941 zradil svou vlast a přešel na stranu Němců. V květnu 1942, kvůli svému nepřátelskému postoji vůči sovětské vládě, předložil Němcům plán, který osobně vypracoval pro protisovětskou činnost, který počítal s vytvořením „ruské vlády“. Poté vstoupil do služeb oddělení propagandy německých ozbrojených sil. Podílel se na redigování protisovětských letáků a brožur, které byly distribuovány na frontě a do týlu sovětských vojsk. V srpnu 1942 zorganizoval ŽILENKOV na příkaz Němců vydávání protisovětských novin Vlast a psal do nich své články protisovětského charakteru. Téhož měsíce ŽILENKOV spolu se zrádcem vlasti Bojarským sepsal zprávu s návrhem na vytvoření tzv. „Výboru pro osvobození vlasti“ a „Ruské lidové armády“ pro společný postup s Němci proti Sovětskému svazu. V prosinci 1942 vytvořil ŽILENKOV spolu s VLASOVEM tzv. „Ruský výbor“, jehož cílem bylo svrhnout sovětskou moc a osobně podepsal výzvu jménem tohoto „výboru“. ŽILENKOV jako člen tohoto „výboru“ organizoval publikace, redigoval protisovětské noviny „Dobrovolník“ a přednášel na kurzech pro fašistické propagandisty. V dubnu 1943 ŽILENKOV na rozkaz Němců zformoval tzv. gardovou brigádu ROA s cílem následně ji využít jako základnu pro výcvik teroristů a sabotérů, o čemž gestapu předložil plán, který speciálně vypracoval na organizování teroristických akcí proti vůdcům VKS(b) a sovětské vládě. Tento plán zaslal ŽILENKOV 6. oddělení hlavního říšského bezpečnostního úřadu. ŽILENKOV na pokyn německého velení opakovaně cestoval k „dobrovolnickým" praporům, které byly součástí německé armády, a povzbuzoval vojáky a důstojníky těchto praporů v ozbrojeném boji proti SSSR. V červnu 1944 zorganizoval ŽILENKOV na příkaz Němců vydávání protisovětských novin „Za mír a svobodu“, v nich uveřejňoval řadu pomlouvačných protisovětských článků, sestavil řadu brožur a letáků s protisovětským obsahem, které shazovali Němci z letadel v oblastech, kde se nacházely jednotky Rudé armády. V listopadu 1944 vytvořil ŽILENKOV spolu s VLASOVEM, MALYŠKINEM, TRUCHINEM a dalšími zrádci tzv. „Výbor pro osvobození národů Ruska“, byl autorem „manifestu“ vydaného „výborem“, podepsal jej společně s VLASOVEM a dalšími zrádci a vedl oddělení propagandy „výboru“. V dubnu 1945, po porážce nacistického Německa, uprchl na jih Německa, kde navázal kontakt s americkou rozvědkou a napsal řadu pomlouvačných zpráv o vůdcích VKS(b) a sovětské vlády. | Vinen ve všech bodech obžaloby a dne 1. srpna 1946 oběšen. |
|           | Fjodor Ivanovič Truchin         | generálmajor ROA   | TRUCHIN jako bývalý zástupce náčelníka štábu Severozápadního frontu spolu s BLAGOVĚŠČENSKÝM zradil svou vlast, když v roce 1941 přešel k nepříteli a předal mu řadu informací tvořících vojenské tajemství. Na příkaz německé rozvědky vytvořili spolu s VLASOVEM tzv. „Ruský výbor“, jehož cílem bylo svrhnout sovětskou moc v SSSR. Byl členem protisovětské organizace NTS (rusky Народно-трудовой союз – Lidový svaz práce), rekrutoval nové členy pro tuto antisovětskou organizaci z řad sovětských válečných zajatců a vyzýval je, aby zahájili ozbrojený boj proti Rudé armádě. V roce 1941 TRUCHIN na pokyn německé fašistické rozvědky vypracoval nařízení o vytvoření bojových oddílů z členů NTS a jejich vysazování do sovětského týlu s cílem rozkládat bojovou morálku v Rudé armádě a narušovat komunikační spojení. Spolu s BLAGOVĚŠČENSKÝM vytvořil zvláštní komise proto, aby mezi sovětskými válečnými zajatci identifikovali politické komisaře a příslušníky NKVD, osobně podepisoval a předkládal gestapu zprávy o válečných zajatcích, kteří odmítli kolaborovat s Němci. TRUCHIN a BLAGOVĚŠČENSKIJ při službě německým fašistům jako vedoucí kurzů pro fašistické propagandisty dohlíželi na výcvik personálu nepřátelského Sovětskému svazu, který pak byl Němci využíván k provádění protisovětské agitace v táborech pro sovětské válečné zajatce a mezi obyvatelstvem oblastí Sovětského svazu dočasně obsazených německými útočníky. TRUCHIN a BLAGOVĚŠČENSKIJ se aktivně podíleli na organizování tzv. „Výboru pro osvobození národů Ruska“ a pod vedením Němců si stanovili za cíl svrhnout stávající státní zřízení v SSSR pomocí ozbrojeného boje, špionáže, sabotáže a teroru. TRUCHIN na rozkaz německého velení vedl štáb ROA, BLAGOVĚŠČENSKIJ vedl politickou přípravu a rozvíjel politický program KONR. TRUCHIN byl také členem výkonného výboru bělogvardějské teroristické organizace Národně-pracovní svaz nového pokolení (rusky Национально-трудовой союз нового поколения), pro který vypracoval přiručku pro výcvik špionů, sabotérů a teroristů k provádění podvratné práce na sovětském území. | Vinen ve všech bodech obžaloby a dne 1. srpna 1946 oběšen. |
|           | Ivan Alexejevič Blagověščenskij | generálmajor ROA   | TRUCHIN jako bývalý zástupce náčelníka štábu Severozápadního frontu spolu s BLAGOVĚŠČENSKÝM zradil svou vlast, když v roce 1941 přešel k nepříteli a předal mu řadu informací tvořících vojenské tajemství. Na příkaz německé rozvědky vytvořili spolu s VLASOVEM tzv. „Ruský výbor“, jehož cílem bylo svrhnout sovětskou moc v SSSR. Byl členem protisovětské organizace NTS (rusky Народно-трудовой союз – Lidový svaz práce), rekrutoval nové členy pro tuto antisovětskou organizaci z řad sovětských válečných zajatců a vyzýval je, aby zahájili ozbrojený boj proti Rudé armádě. V roce 1941 TRUCHIN na pokyn německé fašistické rozvědky vypracoval nařízení o vytvoření bojových oddílů z členů NTS a jejich vysazování do sovětského týlu s cílem rozkládat bojovou morálku v Rudé armádě a narušovat komunikační spojení. Spolu s BLAGOVĚŠČENSKÝM vytvořil zvláštní komise proto, aby mezi sovětskými válečnými zajatci identifikovali politické komisaře a příslušníky NKVD, osobně podepisoval a předkládal gestapu zprávy o válečných zajatcích, kteří odmítli kolaborovat s Němci. TRUCHIN a BLAGOVĚŠČENSKIJ při službě německým fašistům jako vedoucí kurzů pro fašistické propagandisty dohlíželi na výcvik personálu nepřátelského Sovětskému svazu, který pak byl Němci využíván k provádění protisovětské agitace v táborech pro sovětské válečné zajatce a mezi obyvatelstvem oblastí Sovětského svazu dočasně obsazených německými útočníky. TRUCHIN a BLAGOVĚŠČENSKIJ se aktivně podíleli na organizování tzv. „Výboru pro osvobození národů Ruska“ a pod vedením Němců si stanovili za cíl svrhnout stávající státní zřízení v SSSR pomocí ozbrojeného boje, špionáže, sabotáže a teroru. TRUCHIN na rozkaz německého velení vedl štáb ROA, BLAGOVĚŠČENSKIJ vedl politickou přípravu a rozvíjel politický program KONR. TRUCHIN byl také členem výkonného výboru bělogvardějské teroristické organizace Národně-pracovní svaz nového pokolení (rusky Национально-трудовой союз нового поколения), pro který vypracoval přiručku pro výcvik špionů, sabotérů a teroristů k provádění podvratné práce na sovětském území. | Vinen ve všech bodech obžaloby a dne 1. srpna 1946 oběšen. |
|           | Sergej Kuzmič Buňačenko         | generálmajor ROA   | BUŇAČENKO, velící 59. střelecké brigádě, a ZVĚREV, velící 350. střelecké divizi, zradili svou vlast a přešli na stranu nepřítele. BUŇAČENKO v prosinci 1942 a ZVĚREV v březnu 1943. Když byli v rukou Němců, dobrovolně vstoupili k nim do služby a byli zapojeni do aktivní vlastizrádné činnosti. Po navázání zločinného spojení s VLASOVEM v roce 1944 se BUŇAČENKO a ZVĚREV stali členy tzv. „Výboru pro osvobození národů Ruska“. BUŇAČENKO spolu s VLASOVEM podepsali manifest vydaný „výborem“ vyzývající ke svržení sovětské moci. V listopadu 1944 ZVĚREV při pobytu v Norsku osobně vykonával nábor válečných zajatců do služby v ROA. Koncem roku 1944 po návratu z Norska převzal ZVĚREV velení 2. divize ROA, zformoval ji a aktivně připravoval na bojové operace proti Rudé armádě. Za aktivní činnost ve prospěch Němců byl ZVĚREV německým velením povýšen na generálmajora. Ohledně BUŇAČENKA bylo zjištěno, že ve službách Němců v lednu 1943 dobrovolně vstoupil do tzv. ROA a byl instruktorem na důstojnických výcvikových kurzech. V létě 1944 odešel BUŇAČENKO na rozkaz německého velení do Normandie, kde se podílel na formování praporů ROA. Na konci října 1944 byl BUŇAČENKO jmenován do funkce velitele 1. divize ROA, zformoval tuto divizi a vedl aktivní bojový výcvik mužstva. V dubnu 1945 vedl bojové operace jednotek divize ROA v bojích proti Rudé armádě na řece Odře. Za svou aktivní práci ve prospěch Němců byl BUŇAČENKO Němci opakovaně vyznamenán a obdržel hodnost generálmajora. | Vinen ve všech bodech obžaloby a dne 1. srpna 1946 oběšen. |
|           | Grigorij Alexandrovič Zvěrev    | generálmajor ROA   | BUŇAČENKO, velící 59. střelecké brigádě, a ZVĚREV, velící 350. střelecké divizi, zradili svou vlast a přešli na stranu nepřítele. BUŇAČENKO v prosinci 1942 a ZVĚREV v březnu 1943. Když byli v rukou Němců, dobrovolně vstoupili k nim do služby a byli zapojeni do aktivní vlastizrádné činnosti. Po navázání zločinného spojení s VLASOVEM v roce 1944 se BUŇAČENKO a ZVĚREV stali členy tzv. „Výboru pro osvobození národů Ruska“. BUŇAČENKO spolu s VLASOVEM podepsali manifest vydaný „výborem“ vyzývající ke svržení sovětské moci. V listopadu 1944 ZVĚREV při pobytu v Norsku osobně vykonával nábor válečných zajatců do služby v ROA. Koncem roku 1944 po návratu z Norska převzal ZVĚREV velení 2. divize ROA, zformoval ji a aktivně připravoval na bojové operace proti Rudé armádě. Za aktivní činnost ve prospěch Němců byl ZVĚREV německým velením povýšen na generálmajora. Ohledně BUŇAČENKA bylo zjištěno, že ve službách Němců v lednu 1943 dobrovolně vstoupil do tzv. ROA a byl instruktorem na důstojnických výcvikových kurzech. V létě 1944 odešel BUŇAČENKO na rozkaz německého velení do Normandie, kde se podílel na formování praporů ROA. Na konci října 1944 byl BUŇAČENKO jmenován do funkce velitele 1. divize ROA, zformoval tuto divizi a vedl aktivní bojový výcvik mužstva. V dubnu 1945 vedl bojové operace jednotek divize ROA v bojích proti Rudé armádě na řece Odře. Za svou aktivní práci ve prospěch Němců byl BUŇAČENKO Němci opakovaně vyznamenán a obdržel hodnost generálmajora. | Vinen ve všech bodech obžaloby a dne 1. srpna 1946 oběšen. |
|           | Dimitrij Jefimovič Zakutnyj     | generálmajor ROA   | ZAKUTNYJ na frontě Velké vlastenecké války sloužil jako velitel 21. střeleckého sboru. Dne 26. června 1941 zradil svou vlast a přešel na stranu nacistických útočníků, předal Němcům všechny jemu známé tajné informace o Rudé armádě a nabídl jim program budoucí ruské vlády. Brzy poté ZAKUTNYJ navázal kontakt s německou vojenskou rozvědkou a poskytl Němcům jemu známé informace o vojenských opevněních SSSR, připravil a předal řadu zpráv o bojových řádech Rudé armády. V únoru 1942 vstoupil ZAKUTNYJ dobrovolně do služby na německém ministerstvu propagandy, kde redigoval a vydával brožury a letáky s protisovětským obsahem. V listopadu 1944 se ZAKUTNYJ spolu s VLASOVEM, TRUCHINEM, ŽILENKOVEM a dalšími zrádci vlasti podíleli na vytvoření tzv. „Výboru pro osvobození národů Ruska“ (KONR) a byl členem tohoto výboru. ZAKUTNYJ byl jedním z autorů „manifestu“ vydaného KONR a následně jako šéf civilní správy „výboru“ naverboval řadu bývalých sovětských pracovníků k protisovětské nepřátelské činnosti a také prováděl nepřátelskou práci mezi sovětskými občany, kteří byli násilně odvedeni na nucené práce do Německa. ZAKUTNYJ jako agent gestapa informoval Němce o náladách mezi členy „výboru“. | Vinen ve všech bodech obžaloby a dne 1. srpna 1946 oběšen. |
|           | Viktor Ivanovič Malcev          | generálmajor ROA   | MALCEV, který byl v listopadu 1941 vedoucím sanatoria Aeroflotu v Jaltě, kvůli svému nepřátelskému postoji vůči sovětské vládě zradil svou vlast, vyhnul se evakuaci do týlu Sovětského svazu a přešel na stranu Němců. Načež zůstal v Jaltě a prováděl aktivní zrádcovskou činnost, sloužil Němcům nejprve jako starosta a poté jako smírčí soudce ve městě. MALCEV na zakázku od Němců napsal v roce 1943 brožuru s protisovětským obsahem, která byla vydávána ve velkých nákladech německým ministerstvem propagandy a rozesílána do Německem okupovaných oblastí SSSR pro propagandistické účely. MALCEV opakovaně pronášel v rádiu projevy vyzývající ke svržení sovětské moci. V červenci – srpnu 1943 vytvořil MALCEV na příkaz Němců tzv. „Východní prapor“ HIWI, určený k boji proti jednotkám Rudé armády. V červnu 1943 vstoupil MALCEV do služby ROA jako velitel ruské letecké skupiny a měl hodnost generálmajora ROA. V únoru 1945 se MALCEV připojil ke skupině organizované Němci pod vedením zrádce VLASOVA tzv. „Výboru pro osvobození národů Ruska“, vytvořil ozbrojené jednotky pro boj proti partyzánům a Rudé armádě, včetně leteckých jednotek ROA, a osobně rekrutoval sovětské piloty, kteří byli zajati Němci. Za svou aktivní zrádcovskou činnost byl MALCEV vyznamenán Němci a obdržel hodnost generálmajora. V dubnu 1945 MALCEV převedl více než 4 000 vojáků ROA do amerického zajetí. | Vinen ve všech bodech obžaloby a dne 1. srpna 1946 oběšen. |
|           | Vasilij Fjodorovič Malyškin     | generálmajor ROA   | MALYŠKIN, jako náčelník štábu 19. armády, v říjnu 1941 v oblasti města Vjazma zradil svou vlast a dobrovolně přešel na stranu nacistických jednotek. MALYŠKIN informoval Němce o velikosti 19. armády, jejím složení podle divizí, uvedl působnost armády a navrhl vytvoření politického centra s vládními funkcemi umístěnými v Německu pro zesílení protisovětských aktivit. V prosinci 1942 se MALYŠKIN spolu s VLASOVEM na pokyn německých představitelů podílel na vytvoření tzv. „Ruského výboru“ a jako tajemník „výboru“ podepsal provolání vojákům Rudé armády a obyvatelstvu s výzvou k boji proti sovětské moci a také aktivně pracoval na vytvoření vojenských jednotek pro ozbrojený boj proti Rudé armádě. V listopadu 1944 zorganizoval MALYŠKIN spolu s VLASOVEM, TRUCHINEM a dalšími komplici tzv. „Výbor pro osvobození národů Ruska“ (KONR). MALYŠKIN se osobně a přímo podílel na tvorbě manifestu KONR a později jako zástupce VLASOVA vedl sekretariát KONR. MALYŠKIN spolu s VLASOVEM vytvořil vojenské jednotky z bělogvardějců a zrádců vlasti, aby vedl ozbrojený boj proti Rudé armádě, organizoval špionážní a diverzní akce v týlu sovětských vojsk a připravoval teroristické akce proti předtavitelům sovětské vlády. MALYŠKIN spolu se ŽILENKOVEM dohlížel na vydávání protisovětských novin, brožur a letáků vyzývajících obyvatelstvo SSSR k ozbrojenému boji proti sovětské moci, cestoval za těmito účely do táborů, kde byli drženi sovětští váleční zajatci, a dočasně okupovaných sovětských území a ve svých projevech šířil pomluvy proti sovětské vládě. MALYŠKIN přímo dohlížel na zpravodajskou činnost proti SSSR. V dubnu 1945 MALYŠKIN spolu se svými komplici, kteří se rozhodli pokračovat v protisovětských aktivitách, uprchl na jih Německa, kde navázal kontakt s americkou rozvědkou a poskytl jí tajné informace o Sovětském svazu, které znal. V březnu 1946 byl MALYŠKIN, který se odmítl vrátit do SSSR, předán Američany do rukou velení sovětských vojsk. | Vinen ve všech bodech obžaloby a dne 1. srpna 1946 oběšen. |
|           | Michail Alexejevič Meandrov     | generálmajor ROA   | MEANDROV, KORBUKOV a ŠATOV zradili svou vlast, přešli na stranu nepřítele a předali Němcům informace obsahující vojenská a státní tajemství. MEANDROV a ŠATOV v roce 1942 vstoupili do tzv. „Ruské národní strany práce (rusky Русская национально-трудовая партия)“ a byli vůdčími osobnostmi této strany. MEANDROV a ŠATOV prováděli aktivní vlastizrádnou činnost mezi sovětskými válečnými zajatci s cílem zapojit je do ozbrojených jednotek pro boj proti Rudé armádě. ŠATOV kromě toho informoval Němce o sovětských válečných zajatcích, kteří prováděli antifašistickou práci. MEANDROV byl navíc od července 1942 aktivním účastníkem protisovětské organizace „Politické centrum boje proti bolševismu“, jejímž cílem bylo svrhnout sovětskou moc ozbrojeným bojem, byl členem bělogvardějské teroristické organizace Národně-pracovní svaz nového pokolení (rusky Национально-трудовой союз нового поколения) a prováděl v ní aktivní protisovětskou činnost. Aby MEANDROV mohl uskutečnit své zločinné a vlastizrádné plány, vypracoval pro Němce plán na vysazení vzdušných útočných sil hluboko v týlu Sovětského svazu pro sabotážní aktivity. V červenci 1943 byl MEANDROV příslušníkem německého kárného oddílu, v rámci něhož bojoval proti partyzánům v Leningradské oblasti. V únoru 1944 nastoupil do ROA, kde zastával funkci vedoucího oddělení propagandy velitelství ROA a zabýval se šířením pomlouvačných výmyslů o Sovětském svazu. Od března 1945 zastával funkci důstojníka školy ROA, která připravovala důstojníky pro ROA. MEANDROV, KORBUKOV a ŠATOV se podíleli na protisovětské činnosti tzv. „Výboru pro osvobození národů Ruska“. V květnu 1945, po porážce nacistického Německa, MEANDROV převzal vedení zbytků jednotek tzv. ROA, odvedl je na území obsazené americkými jednotkami, kde se prohlásil vůdcem KONR. Dosadil KORBUKOVA do „výboru“ a vyvíjel snahu zabránit navrácení členů ROA do Sovětského svazu. KORBUKOV zastával funkci velitele propagandistické roty ROA, později pracoval v inspekční skupině tvořené Němci na velitelství ROA. ŠATOV zastával pozici inspektora, řídil protisovětskou práci fašistických propagandistů v táborech sovětských válečných zajatců, vedl skupinu zabývající se náborem sovětských válečných zajatců pro službu v ROA a osobně naverboval více než 100 lidí. Po kapitulaci nacistického Německa uprchl KORBUKOV a ŠATOV na území obsazené americkými jednotkami, kde se KORBUKOV přidal ke KONR a pokračoval v protisovětské činnosti. Za aktivní činnost ve prospěch Němců byl MEANDROV německým velením povýšen na generálmajora a KORBUKOV a ŠATOV obdrželi hodnost plukovníka. | Vinen ve všech bodech obžaloby a dne 1. srpna 1946 oběšen. |
|           | Vladimír Děnisovič Korbukov     | plukovník ROA      | MEANDROV, KORBUKOV a ŠATOV zradili svou vlast, přešli na stranu nepřítele a předali Němcům informace obsahující vojenská a státní tajemství. MEANDROV a ŠATOV v roce 1942 vstoupili do tzv. „Ruské národní strany práce (rusky Русская национально-трудовая партия)“ a byli vůdčími osobnostmi této strany. MEANDROV a ŠATOV prováděli aktivní vlastizrádnou činnost mezi sovětskými válečnými zajatci s cílem zapojit je do ozbrojených jednotek pro boj proti Rudé armádě. ŠATOV kromě toho informoval Němce o sovětských válečných zajatcích, kteří prováděli antifašistickou práci. MEANDROV byl navíc od července 1942 aktivním účastníkem protisovětské organizace „Politické centrum boje proti bolševismu“, jejímž cílem bylo svrhnout sovětskou moc ozbrojeným bojem, byl členem bělogvardějské teroristické organizace Národně-pracovní svaz nového pokolení (rusky Национально-трудовой союз нового поколения) a prováděl v ní aktivní protisovětskou činnost. Aby MEANDROV mohl uskutečnit své zločinné a vlastizrádné plány, vypracoval pro Němce plán na vysazení vzdušných útočných sil hluboko v týlu Sovětského svazu pro sabotážní aktivity. V červenci 1943 byl MEANDROV příslušníkem německého kárného oddílu, v rámci něhož bojoval proti partyzánům v Leningradské oblasti. V únoru 1944 nastoupil do ROA, kde zastával funkci vedoucího oddělení propagandy velitelství ROA a zabýval se šířením pomlouvačných výmyslů o Sovětském svazu. Od března 1945 zastával funkci důstojníka školy ROA, která připravovala důstojníky pro ROA. MEANDROV, KORBUKOV a ŠATOV se podíleli na protisovětské činnosti tzv. „Výboru pro osvobození národů Ruska“. V květnu 1945, po porážce nacistického Německa, MEANDROV převzal vedení zbytků jednotek tzv. ROA, odvedl je na území obsazené americkými jednotkami, kde se prohlásil vůdcem KONR. Dosadil KORBUKOVA do „výboru“ a vyvíjel snahu zabránit navrácení členů ROA do Sovětského svazu. KORBUKOV zastával funkci velitele propagandistické roty ROA, později pracoval v inspekční skupině tvořené Němci na velitelství ROA. ŠATOV zastával pozici inspektora, řídil protisovětskou práci fašistických propagandistů v táborech sovětských válečných zajatců, vedl skupinu zabývající se náborem sovětských válečných zajatců pro službu v ROA a osobně naverboval více než 100 lidí. Po kapitulaci nacistického Německa uprchl KORBUKOV a ŠATOV na území obsazené americkými jednotkami, kde se KORBUKOV přidal ke KONR a pokračoval v protisovětské činnosti. Za aktivní činnost ve prospěch Němců byl MEANDROV německým velením povýšen na generálmajora a KORBUKOV a ŠATOV obdrželi hodnost plukovníka. | Vinen ve všech bodech obžaloby a dne 1. srpna 1946 oběšen. |
|           | Nikolaj Stěpanovič Šatov        | plukovník ROA      | MEANDROV, KORBUKOV a ŠATOV zradili svou vlast, přešli na stranu nepřítele a předali Němcům informace obsahující vojenská a státní tajemství. MEANDROV a ŠATOV v roce 1942 vstoupili do tzv. „Ruské národní strany práce (rusky Русская национально-трудовая партия)“ a byli vůdčími osobnostmi této strany. MEANDROV a ŠATOV prováděli aktivní vlastizrádnou činnost mezi sovětskými válečnými zajatci s cílem zapojit je do ozbrojených jednotek pro boj proti Rudé armádě. ŠATOV kromě toho informoval Němce o sovětských válečných zajatcích, kteří prováděli antifašistickou práci. MEANDROV byl navíc od července 1942 aktivním účastníkem protisovětské organizace „Politické centrum boje proti bolševismu“, jejímž cílem bylo svrhnout sovětskou moc ozbrojeným bojem, byl členem bělogvardějské teroristické organizace Národně-pracovní svaz nového pokolení (rusky Национально-трудовой союз нового поколения) a prováděl v ní aktivní protisovětskou činnost. Aby MEANDROV mohl uskutečnit své zločinné a vlastizrádné plány, vypracoval pro Němce plán na vysazení vzdušných útočných sil hluboko v týlu Sovětského svazu pro sabotážní aktivity. V červenci 1943 byl MEANDROV příslušníkem německého kárného oddílu, v rámci něhož bojoval proti partyzánům v Leningradské oblasti. V únoru 1944 nastoupil do ROA, kde zastával funkci vedoucího oddělení propagandy velitelství ROA a zabýval se šířením pomlouvačných výmyslů o Sovětském svazu. Od března 1945 zastával funkci důstojníka školy ROA, která připravovala důstojníky pro ROA. MEANDROV, KORBUKOV a ŠATOV se podíleli na protisovětské činnosti tzv. „Výboru pro osvobození národů Ruska“. V květnu 1945, po porážce nacistického Německa, MEANDROV převzal vedení zbytků jednotek tzv. ROA, odvedl je na území obsazené americkými jednotkami, kde se prohlásil vůdcem KONR. Dosadil KORBUKOVA do „výboru“ a vyvíjel snahu zabránit navrácení členů ROA do Sovětského svazu. KORBUKOV zastával funkci velitele propagandistické roty ROA, později pracoval v inspekční skupině tvořené Němci na velitelství ROA. ŠATOV zastával pozici inspektora, řídil protisovětskou práci fašistických propagandistů v táborech sovětských válečných zajatců, vedl skupinu zabývající se náborem sovětských válečných zajatců pro službu v ROA a osobně naverboval více než 100 lidí. Po kapitulaci nacistického Německa uprchl KORBUKOV a ŠATOV na území obsazené americkými jednotkami, kde se KORBUKOV přidal ke KONR a pokračoval v protisovětské činnosti. Za aktivní činnost ve prospěch Němců byl MEANDROV německým velením povýšen na generálmajora a KORBUKOV a ŠATOV obdrželi hodnost plukovníka. | Vinen ve všech bodech obžaloby a dne 1. srpna 1946 oběšen. |

## Dobový tisk o procesu
V SSSR bylo konání procesu veřejnosti ohlášeno až 2. srpna 1946, kdy noviny Pravda (č. 182) a Izvestija (č. 181) zveřejnily zprávu Vojenského kolegia Nejvyššího soudu SSSR o ukončeném procesu. Rozhlas oznámil popravu generála Vlasova 4. srpna 1946. 
O rozsudku informovalo také Rudé právo dne 3. srpna 1946 v čísle 177.
| „                                                       | Generál Vlasov popraven Moskva (TASS). Nejvyšší vojenský soud Sovětského svazu odsoudil bývalého generála Vlasova a 11 jeho spolupracovníků pro velezradu, špionáž, sabotáž a teroristickou činnost proti Sovětskému svazu, kterou prováděli jako agenti německé výzvědné služby. Všichni obžalovaní přiznali svou vinu a byli odsouzeni k trestu smrti oběšením. Rozsudek byl vykonán ve středu. | “ |
| — Rudé právo, sobota 3. srpna 1946, číslo 177, strana 3 | |   |